# Ainsworth (Wisconsin)
Ainsworth è un comune degli Stati Uniti, situato in Wisconsin e in particolare nella Contea di Langlade.